# 京城教一
《京城教一》（英語：The Kung Fu Master），香港無綫電視翡翠台清裝武打電視劇，於2000年10月2日首播，是由元華、郭政鴻、唐文龍、梁琤、魏駿傑及吳文忻領銜主演，編審朱鏡祺和伍立光，監製張乾文，共20集。主題曲《拳倾天下》是由古巨基主唱，作曲和填詞人為古巨基。

## 故事大綱
清康熙年间，忠義堂堂主譚宗政(關海山)代表漢人出戰‘拳倾天下’武术大赛，與代表满人的鳌飞（郭政鸿）比武，卻因受傷而由其子譚天(元華)出戰決賽。天生性懦弱悲观，所幸苦練譚腿多年有成，卻于比赛前遭同門師叔赵坚下毒陷害而惨败，後其父又因发现为还赌债偷取金银珠宝的赵坚偷袭身亡，雙禍臨門。为完成父之心愿，天开办武馆寻找传人，先后收京城捕快马不平（魏骏杰）及孤儿罗喜（唐文龙）为徒。两人后来更与天之妹谭雪（吴文忻）展开一段微妙的三角关系。
飞一直对天有所顾忌，得知他已得传人，遂命令好友平暗杀天。平不忍下手，故意将事情张扬，引起了康熙的关注。飞见事败，对平多番加害，又揭发喜为满人之身份，使其黯然离开天。飞结识汉族女子朱震南（梁琤），两人互生情愫，并发展一段地下情。南为飞不惜与父决裂，助其暗杀朝中敌人，惜事败被擒，飞为求自保，竟然痛下毒手......

## 角色
- 元　華 飾 譚天
- 郭政鴻 飾 鰲飛
- 唐文龍 飾 羅喜
- 梁　琤 飾 朱震南
- 魏骏杰 飾 馬不平
- 吴文忻 飾 譚雪
- 蔡子健 飾 康熙帝
- 苑瓊丹 飾 朱震東
- 朱健鈞 飾 方丈
- 關海山 飾 譚宗政（譚腿）
- 劉家輝 飾 朱剛（朱師父）
- 张鸿昌 饰 赵坚

## 外部連結
- 《京城教一》myTV SUPER（页面存档备份，存于）